# Paolo Madron
Paolo Madron (Vicenza, 30 giugno 1956) è un giornalista e librettista italiano.

## Biografia
Dopo esser stato corrispondente da New York per MF Milano Finanza, ha collaborato con Il Foglio, Il Giornale, Panorama (di cui è stato vicedirettore) e Il Sole 24 Ore.
Ha fondato e diretto il settimanale economico Economy. Nell'ottobre 2010 ha fondato un quotidiano online, Lettera43. A fine luglio 2017 assume la direzione pro tempore del settimanale (cartaceo e online) Pagina 99.  Nel dicembre 2017 la testata viene chiusa. Non ha migliore fortuna Lettera43, che pubblica notizie fino al maggio 2020, quando sospende le pubblicazioni. Madron ha annunciato la chiusura del giornale con un messaggio intitolato La cerimonia degli arrivederci.
Paolo Madron ha condotto inchieste giornalistiche sui principali esponenti del capitalismo italiano, tra i quali Silvio Berlusconi, Cesare Romiti e Giuseppe Ciarrapico.
Al giornalismo affianca l'attività di librettista d'opera in coppia con il compositore Pierangelo Valtinoni, che svolge per la gran parte in Germania nei teatri lirici di Berlino, Amburgo, Coburgo, Erfurt e Monaco. Nel maggio del 2011 il Teatro Regio di Torino ha messo in scena "Pinocchio", la sua prima opera liberamente tratta dal libro di Collodi. Nel 2012 l'opera è stata rappresentata a Lipsia, Dresda, Braga e Mosca. Una seconda opera, "La regina delle nevi", ha esordito a Berlino nel 2009 ed è stata inserita nella stagione 2013/14 del teatro dell'opera di Umeå, in Svezia. Nel 2017 per l'Opernhaus di Zurigo ha scritto la trasposizione de "Il mago di Oz", la cui prima è andata in scena nel novembre dello stesso anno. Tre anni dopo, nel 2020, sempre per l'Opera di Zurigo ha scritto il libretto di "Alice nel paese delle meraviglie", il cui debutto previsto per novembre è stato cancellato causa Covid. L'opera quindi debutterà in prima mondiale nella versione inglese a Hong Kong il 3 aprile dell'anno successivo. Nell'ottobre del 2022 il debutto alla Scala di Milano con una trasposizione da "Il piccolo principe" di Antoine de Saint-Exupéry.
Il 3 maggio 2021 Madron ha annunciato la fondazione di un nuovo giornale on-line chiamato Tag43, erede di Lettera43. Il 19 giugno 2023 Lettera43 ha ripreso le pubblicazioni con un nuovo editore (Tagfin srl), assorbendo la redazione e le attività di Tag43.

## Opere principali
- Le gesta del cavaliere, Milano, Sperling & Kupfer, 1994
- Date a Cesare... Da boiardo di Stato a leader carismatico: la vita di Cesare Romiti, Milano, Longanesi, 1998
- Nove zeri. Viaggio tra i miliardari della porta accanto, Milano, Longanesi, 2001
- Il lato debole dei poteri forti. Da Cuccia ai furbetti del quartierino: miserie (molte) e virtù (poche) del capitalismo italiano, Milano, Longanesi, 2005
- La Regina delle Nevi, Berlino, Bote & Bock, 2011 (con Pierangelo Valtinoni)
- Storia segreta del capitalismo italiano (con Cesare Romiti), Milano, Longanesi, 2012
- L'uomo che sussurra ai potenti, Chiarelettere, 2013 (con Luigi Bisignani)
- I potenti al tempo di Renzi, Chiarelettere, 2015 (con Luigi Bisignani)
- Pinocchio, Berlino, Bote & Bock, 2015 (con Pierangelo Valtinoni)
- Il Mago di Oz, Berlino, Bote & Bock, 2017 (con Pierangelo Valtinoni)
- La resistenza dell'acqua. La mia storia, Sperling & Kupfer, 2020 (con Filippo Magnini)
- I potenti al tempo di Giorgia, Chiarelettere, 2023 (con Luigi Bisignani)